# C.T.M.A. Vacancier
Die C.T.M.A. Vacancier war ein 1973 als Aurella in Dienst gestelltes Fährschiff der kanadischen Reederei Coopérative de Transport Maritime et Aérien, das unter diesem Namen von 2002 bis 2022 vorwiegend zwischen Montreal und Cap-aux-Meules verkehrte. 2024 wurde die C.T.M.A. Vacancier im indischen Alang abgewrackt.

## Geschichte

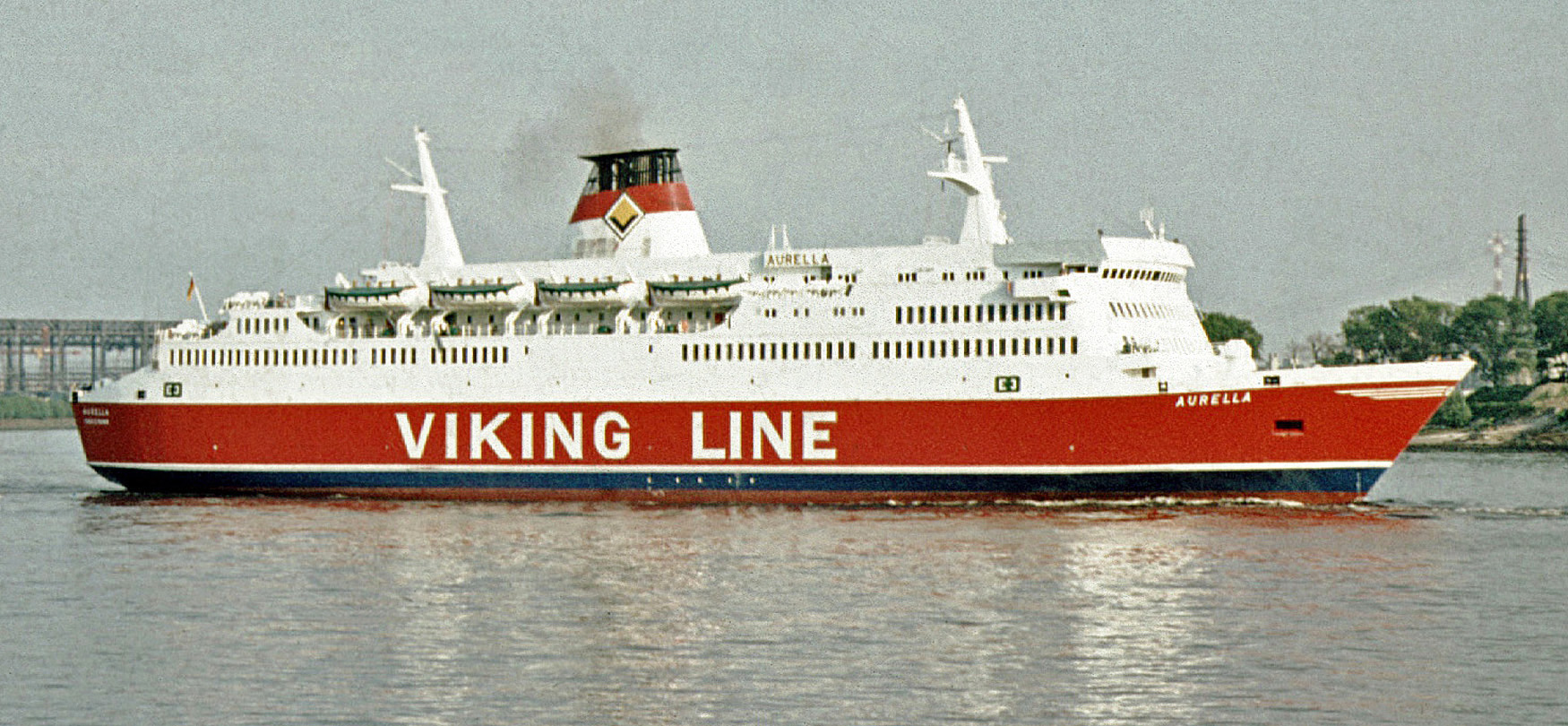
Als Aurella in Hamburg, Juni 1973

Die Aurella wurde am 27. April 1972 in Auftrag gegeben und lief am 17. März 1973 unter der Baunummer 702 in der Werft von J. J. Sietas in Hamburg vom Stapel. Nach seiner Ablieferung an die Viking Line am 30. Juni 1973 nahm das Schiff am 3. Juli 1973 den Fährbetrieb zwischen Naantali, Mariehamn und Kapellskär auf. Bei seiner Ablieferung war es das größte Fährschiff in der Ålandsee.
Am 31. August 1981 beendete die Aurella nach acht Dienstjahren ihre letzte Überfahrt für die Viking Line und ging im Januar 1982 als Saint Patrick II in den Besitz von Irish Ferries über. In den folgenden Jahren stand das Schiff sowohl zwischen England und Frankreich, als auch zwischen Belfast und Liverpool im Einsatz. Es wurde hierbei mehrfach an andere Reedereien verchartert, darunter auch DFDS Seaways und die Stena Line. Mit am häufigsten fuhr die Saint Patrick II für Tallink, die das Schiff von 1992 bis 1995 jährlich in den Wintermonaten charterten. Im Juli 1997 beendete die Fähre ihren Einsatz für Irish Ferries und wurde aufgelegt.
Neuer Betreiber wurde ab Mai 1998 die Hellenic Mediterranean Lines mit Sitz in Malta, die das Schiff ab Juni 1998 als Egnatia II in Charter zwischen Brindisi und Patras einsetzte. Anschließend wurde es von Mai 2000 bis März 2001 als Ville de Sète an die spanische Reederei Balear Express für den Dienst von Sète nach Palma verchartert. Zuletzt stand die Fähre bis Dezember 2001 als City of Cork für Swansea Cork Ferries zwischen Swansea und Cork im Einsatz.
Im März 2002 wurde die City of Cork an die kanadische Regierung verkauft und nach Cap-aux-Meules überführt, wo sie im Juni 2002 den Namen C.T.M.A. Vacancier erhielt. Da sich das Schiff zum Zeitpunkt seiner Übernahme in einem schlechten Zustand befand, waren vor der Inbetriebnahme durch den neuen Eigner zahlreiche Modernisierungen und Reparaturarbeiten nötig. Dennoch erfolgte noch im selben Monat die Indienststellung auf der Strecke von Montreal nach Cap-aux-Meules. 2003 folgte ein Umbau des Schiffes, bei dem unter anderem die Seitenflügel der Kommandobrücke komplett verkleidet wurden.
Im Januar 2020 übernahm die C.T.M.A. Vacancier übergangsweise die Strecke von Matane über Baie-Comeau nach Godbout, nachdem die dort eigentlich eingesetzte Fähre F.-A.-Gauthier aufgrund eines Maschinenschadens ausfiel. Ab November 2021 lag die C.T.M.A. Vacancier zunächst auf, wurde aber von April bis Mai 2022 für den Einsatz von Cap-aux-Meules nach Souris für kurze Zeit reaktiviert. Am 14. Mai 2022 beendete das Schiff seine letzte Überfahrt. Eine Rückkehr in den aktiven Dienst wurde vom Betreiber aufgrund des hohen Alters der Fähre als unwahrscheinlich bezeichnet.
Im Dezember 2023 wurde das Schiff zum Abbruch ins indische Alang verkauft und erhielt hierfür den verkürzten Überführungsnamen Ancier. Am 28. Januar 2024 brach die Fähre zu ihrer letzten Überfahrt nach Alang auf, wo sie am 28. Februar eintraf und am 9. März zum Abbruch gestrandet wurde.